# Lene Pedersen
Lene Pedersen (* 28. April 1977 in Bodø) ist eine norwegische Skibergsteigerin.
Pedersen begann mit dem Skibergsteigen im Jahr 2006 und nahm im selben Jahr an ihrem ersten Wettkampf in dieser Sportart teil. Sie lebt in Elverum.

## Erfolge (Auswahl)
- 2005:
  - 1. Platz Norwegische Meisterschaft
  - 1. Platz Norwegen-Cup

- 2007:
  - 5. Platz bei der Europameisterschaft Skibergsteigen Staffel (mit Ellen Blom und Bodil Ryste)
  - 7. Platz bei der Europameisterschaft Skibergsteigen Team mit Ellen Blom

- 2008:
  - 4. Platz bei der Weltmeisterschaft Skibergsteigen Staffel (mit Ellen Blom, Bodil Ryste und Marit Tveite Bystøl)
  - 7. Platz bei der Weltmeisterschaft Skibergsteigen Kombinationswertung
  - 8. Platz bei der Weltmeisterschaft Skibergsteigen Team mit Marit Tveite Bystøl